# Schloss Riedenburg
Schloss Riedenburg ist der Name zweier abgegangener Burgen in Riedenburg in der Gemeinde Bad Füssing im Landkreis Passau in Bayern. Die Anlage wird als Bodendenkmal unter der Aktennummer D-2-7645-0052 im Bayernatlas als „Mittelalterlicher Burgstall Riedenburg“ geführt.

## Geschichte
1193 kam die Burg zusammen mit den Orten Aufhausen, Aufhoven zum stephanischen Aigen, Irching, Egglfing, Safferstetten und Riedenburg als Herrschaft Riedenburg zum Hochstift Passau. Die Riedenburg war dabei Sitz eines Pfleggerichts. Nachdem die erste Burg 1373 abgebrannt war, wurde die Burg neu erbaut. Ab 1480 war dann Aigen am Inn Sitz der Herrschaft, die allerdings weiterhin den Namen Riedenburg trug. 1685 brannte auch die zweite Burg vollständig ab. Das Schloss Aigen am Inn, dass 1704 als Plegamtssitz neu errichtet wurde, wurde auch Fürstbischöfliches Schloss Neuriedenburg genannt.

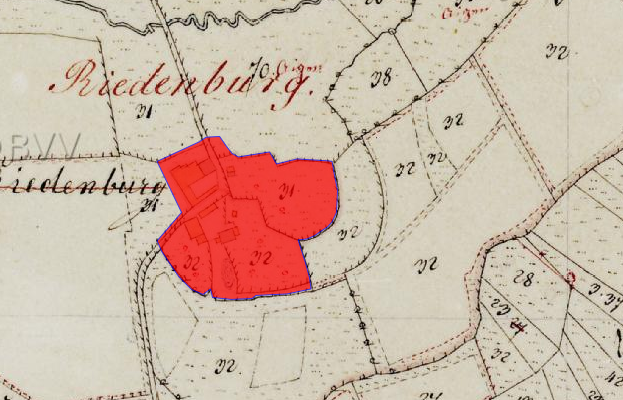
Schloss Riedenburg auf dem Urkataster von Bayern

## Beschreibung
Die Anlage war ursprünglich ein vierstöckiges Festes Haus mit einem Vorbau; beide waren mit einem Satteldach ausgestattet. Die Burg befand sich im Bereich der heutigen Auenstraße von Riedenburg. Sie war durch einen breiten Wassergraben, über den eine Holzbrücke führte, geschützt. Von ihr ist noch ein niedriger Rundwall vorhanden. Der Hauptsitz ist von dem heutigen Hof Riedenburg vollständig überbaut worden. Beim Ausheben einer Klärgrube wurde Eichenholzfundamente gefunden.